# Villa Belrose
La Villa Belrose est un hôtel-restaurant de luxe fondé à Gassin à la fin du XXe siècle au cœur de la presqu'île de Saint-Tropez. L'hôtel, classé cinq étoiles, est couplé avec un restaurant qui a obtenu une étoile au guide Michelin de 1999 à 2019. 

## Géographie
L'hôtel se situe sur une colline de Gassin, en surplomb de la route de bord de mer qui permet d'accéder à Saint-Tropez. Il domine le golfe de Saint-Tropez et la ville éponyme. Il se situe à quelques kilomètres du village de Gassin et de Port-Grimaud.

## Histoire
L'hôtel a ouvert ses portes en 1997, après six ans de travaux. 
Hôtel quatre étoiles avant la réforme des classements des hôtels en France, il a obtenu depuis un classement en cinq étoiles. 
Après avoir appartenu au Relais & Châteaux, la Villa Belrose rejoint le réseau Small Luxury Hotels en 2017. 

## Architecture
Le bâtiment, de style florentin,,, ressemble à un « palace style Louis XVI ». Il a été construit sur 2 710 m², au lieu des 1 374 m² prévus à l'origine,.
Il abrite 40 chambres, une salle de restaurant, un bar, un restaurant extérieur au bord d'une vaste piscine de 200 m². Il est équipé d'une salle de sport et d'un espace de soin.
L'hôtel se trouve au milieu de 7 000 m² de jardins paysagés.

## Restaurants
Conformément à la politique du groupe propriétaire de l'établissement, Althoff Hotels, l'établissement associe à l'hébergement de luxe un restaurant étoilé.
Thierry Thiercelin officie de 1998 à 2014 dans l'établissement, obtenant une étoile au guide Michelin et trois toques au Gault et Millaul,.  La Villa Belrose est le premier restaurant étoilé de la presqu'île de Saint-Tropez. Le jeune chef italien Pietro Volonte lui a succédé et dirige la cuisine de l'établissement. Il conserve l'étoile du restaurant au guide Michelin jusqu'en 2019. Il propose une cuisine méditerranéenne influencée par ses origines italiennes. En 2018, il possède deux toques au Gault et Millaul.
L'hôtel possède un restaurant-piscine, Le Petit Belrose, où est proposée une cuisine bistronomique. Plusieurs autres cuisiniers sont passés par le restaurants, dont Jimmy Coutel et Nicolas Masse.

## Dans la fiction
L’une des scènes principales du film Double Zéro, opposant Éric & Ramzy à Édouard Baer et mis en scène par Gérard Pirès, met en valeur l’établissement au début de l’œuvre.
L'hôtel est présent dans le roman de Lena Walker De joie coulent mes larmes.

## Source, notes et références
1. 1 2  Jacques-Franck Degioanni, « Golfe de Saint-Tropez : amende de 8 M euros requise pour une construction présumée illégale », lemoniteur.fr,‎ 26 mai 2008 (lire en ligne, consulté le 22 septembre 2018)
2. ↑  Aurélie Resch, « Saint Tropez : l’hôtel 5* La Villa Belrose rouvre ses portes aux visiteurs », TourMaG.com, 1er journal des professionnels du tourisme francophone,‎ 12 avril 2017 (lire en ligne, consulté le 22 septembre 2018)
3. ↑  (en-GB) « Althoff Hotel Villa Belrose », The Telegraph,‎ 13 octobre 2016 (ISSN 0307-1235, lire en ligne, consulté le 22 septembre 2018)
4. ↑  Véronique André, « La Villa Belrose, la maison florentine qui vient de remporter sa première étoile », Madame Figaro,‎ 12 août 2016 (lire en ligne, consulté le 22 septembre 2018)
5. ↑  Constance Assor, « Saint-Tropez : plein les yeux à la Villa Belrose », Le Point,‎ 22 septembre 2017 (lire en ligne, consulté le 22 septembre 2018)
6. ↑  Paris match, août 1997 (lire en ligne)
7. ↑  Bruno Aubry, Les milliardaires de la côte, Archipel, 12 mai 2010, 239 p. (ISBN 978-2-8098-0926-8, lire en ligne)
8. ↑  « Gassin : amende de 5 millions d’euros confirmée contre la Villa Belrose », sur archives.varmatin.com (consulté le 22 septembre 2018)
9. 1 2  « La Villa Belrose, Perle De Saint-Tropez | Forbes France », Forbes France,‎ 30 mai 2017 (lire en ligne, consulté le 22 septembre 2018)
10. ↑  « Le tiercé gagnant et humain des Thiercelin », Nice-Matin,‎ 31 mai 2017 (lire en ligne, consulté le 22 septembre 2018)
11. ↑  Jean Castarède, Histoire du luxe en France : Des origines à nos jours, Paris, Eyrolles, 2006, 391 p. (ISBN 978-2-7081-3793-6, lire en ligne)
12. ↑  « Duo de Chefs à la Villa Belrose », Class Tourisme : Magazine de voyages et d'Art de vivre,‎ 9 juin 2015 (lire en ligne, consulté le 22 septembre 2018)
13. ↑  « Ces nouveaux étoilés Michelin qui font honneur au Golfe de Saint-Tropez », Var-Matin,‎ 10 février 2017 (lire en ligne, consulté le 22 septembre 2018)
14. 1 2  Dominique Auzias et Jean-Paul Labourdette, VAR 2018/2019 Petit Futé, Paris, Petit Futé, 6 avril 2018, 474 p. (ISBN 979-10-331-8031-9, lire en ligne)
15. ↑  « Gault&Millau - Villa Belrose », sur fr.gaultmillau.com (consulté le 22 septembre 2018)
16. ↑  Audrey Emery, « Jimmy Coutel, l'étoile montante », Le Point,‎ 29 juillet 2017 (lire en ligne, consulté le 22 septembre 2018)
17. ↑  Le point, SARL Politique hebdomadaire, 2003 (lire en ligne)
18. ↑  Office de tourisme de Gassin, Gassin. Tout un (7e) art. À la découverte des lieux de tournage de films célèbres à Gassin, Gassin, 2017, 8 p. (lire en ligne)
19. ↑  Lena Walker, De joie coulent mes larmes, Michel Lafon, 7 juin 2018, 279 p. (ISBN 978-2-7499-3735-9, lire en ligne)